# شونين وا توري ني ناتا

## معلومات الدراما
اسم الدراما: 少年は鳥になった
بالروماجي: Shounen wa Tori ni Natta
 نوعها: دراما إنسانية
عدد حلقاتها: 1
القناة : TBS
تاريخ العرض: أبريل 2001

## نبذة
كين فتى في الخامسة من عشره، يعاني من مرض نادر في قلبه منذ طفولته. المرض هدد حياته أكثر من مرة ولكنه نجى ولكن ليس لوقت طويل، لأن مرضه يستمر بالزيادة مع الوقت. كويتشي صديق طفولة كين بـ تفادي ملاقة كين لسبب يجهله كين نفسه. حتى صديقته كيرا تتوقف عن عزف البيانو فجأة. لكن كل هذا يتغير مع المعجزة التي سيعطيها كين لهم. حيث سيساعدهم بالقوة التي ما زال يملكها قبل أن يفارق الحياة.

## الممثلون
يامشيتا توموهيسا في دور ناغاشيما كين
كازما شونكسي في دور كويتشي
ناشيمورا ريسا في دور ميزوساوا كيرا
تاغوتشي جونوسكي